# Canterbury, New Brunswick
Canterbury är en ort i Kanada.   Den ligger i provinsen New Brunswick, i den sydöstra delen av landet, 600 km öster om huvudstaden Ottawa. Canterbury ligger 171 meter över havet och antalet invånare är 336. Den ligger vid sjön Sullivan Lake.
Terrängen runt Canterbury är platt, och sluttar norrut. Trakten runt Canterbury är nära nog obefolkad, med mindre än två invånare per kvadratkilometer.. Canterbury är det största samhället i trakten.
I omgivningarna runt Canterbury växer i huvudsak blandskog.